# Chapelle Notre-Dame-de-Lorette de Conliège
Pour les articles homonymes, voir Chapelle Notre-Dame-de-Lorette.
La chapelle Notre-Dame-de-Lorette est une église située en haut de la Rue-Haute à Conliège dans le Jura en Franche-Comté. 

## Présentation
Le monument a été reconstruit au XVIIe siècle sur une église plus ancienne. La date de 1652 est lisible au vantail de la porte principale (ouest). Les travaux ont été perturbés par la Guerre de Dix ans, avatar franc-comtois de la Guerre de Trente Ans qui ravagea l'Est de la France entre 1618 et 1648. Ici est évoqué le miracle de la maison de la Vierge qui aurait été transportée par les anges de Palestine à Loreto, en Italie. Un tableau à l'intérieur évoque le prodige. Noter en façade le porche néo-gothique posé sur deux colonnes de fonte, en fait de style quasi Belle Époque (la date est à préciser). Cette église est répertoriée par la base Mérimée depuis 1987 mais non détaillée.